# Cieśnina Gibraltarska
Cieśnina Gibraltarska (arab. جبل طارق, hiszp. Estrecho de Gibraltar lub Estrecho) – cieśnina łącząca Morze Śródziemne z Oceanem Atlantyckim, oddzielająca Afrykę od Europy, pomiędzy Marokiem i Ceutą (posiadłością hiszpańską) a Hiszpanią i Gibraltarem (posiadłością brytyjską). W cieśninie znajduje się kilka małych wysp, m.in. terytorium sporne Perejil. Cieśnina ma około 300 m głębokości, jej najmniejsza szerokość wynosi 14 km, a współrzędne geograficzne – 36°00′N 5°21′W/36,000000 -5,350000.
W starożytności wzniesienia po obu stronach cieśniny, Skała Gibraltarska i Abyle, nosiły nazwę Słupów Herkulesa i oznaczały koniec znanego wówczas świata. Cieśnina Gibraltarska stanowiła od dawna bardzo ważny punkt strategiczny, jej opanowanie zapewniało bowiem kontrolę nad Morzem Śródziemnym. Podczas II wojny światowej cieśnina znajdowała się pod kontrolą brytyjską. Tym samym niemieckie okręty podwodne, które wpłynęły na Morze Śródziemne przed przystąpieniem Wielkiej Brytanii do wojny, nie mogły go opuścić, gdyż podwodne prądy są tutaj zbyt silne i jednostki musiałyby się wynurzyć. Zjawisko to jest powodowane wyparowywaniem wody w Morzu Śródziemnym, pozostała woda ma znacznie większą gęstość, dlatego opada na dno i dalej spływa do Atlantyku. Pozostałe po niej miejsce jest wypełniane wodą z oceanu płynącą bliżej powierzchni. Strefa rozdziału pomiędzy wodą o różnej gęstości znajduje się na około 80 m głębokości po stronie morza i 800 m od strony oceanu. Na trasie przepływu wody o różnym zasoleniu znajduje się poprzeczna skalna przegroda o nazwie Próg Gibraltarski (Camarinal Sill), która powoduje dodatkowe zaburzenia ruchu wody oraz wpływa na powstanie tzw. fal wewnętrznych o wysokości dochodzącej nawet do 100 m.

## Status prawny
Wody cieśniny na całej szerokości stanowią morze terytorialne państw nadbrzeżnych, ale państwa te nie zawarły umowy dotyczącej delimitacji granic państwowych. Żegluga w cieśninie odbywa się na zasadach prawa przejścia tranzytowego, które obejmuje żeglugę statków, w tym okrętów podwodnych w położeniu podwodnym, oraz przelot statków powietrznych.

## Przypisy

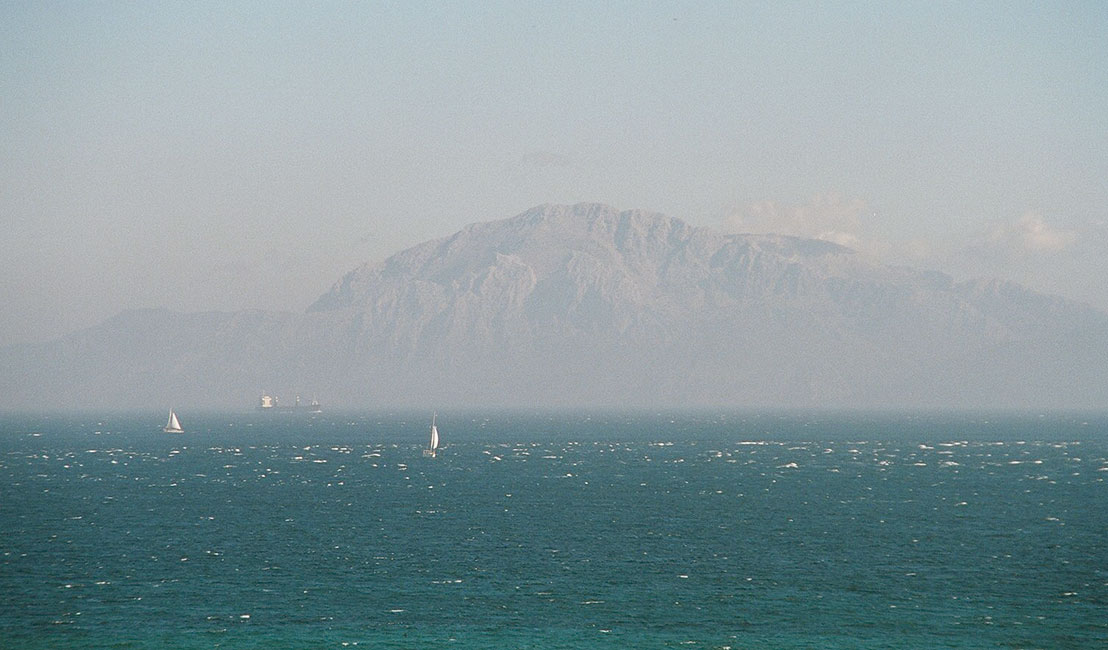
Cieśnina Gibraltarska w okolicach miasta Tarifa

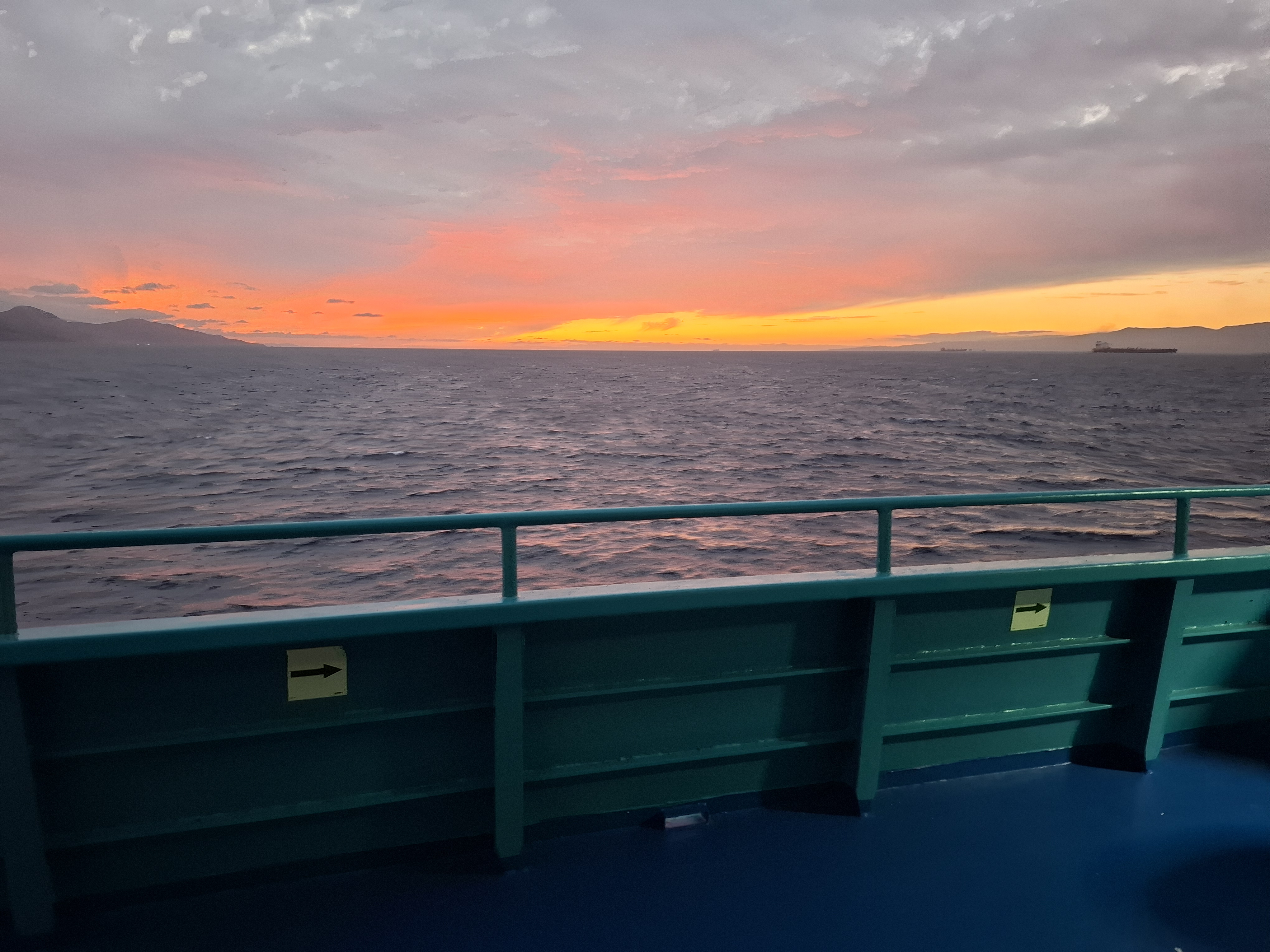
Zachód słońca nad Cieśniną Gibraltarską; lewa strona – Afryka, prawa strona – Europa; widok z pokładu promu Ceuta – Algeciras